# Gaffer (cinta)
|  | No s'ha de confondre amb Gaffer (tècnic cinema). |

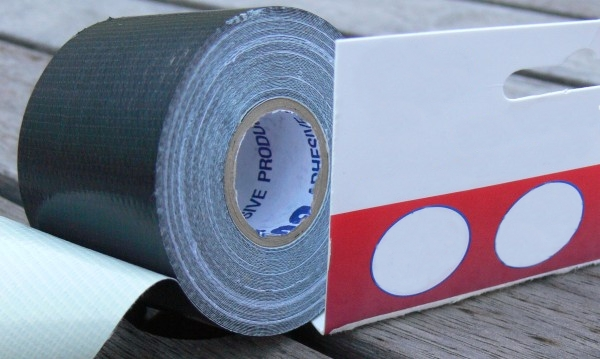
Gaffer, cinta adhesiva

Gaffer és el nom genèric donat a la cinta adhesiva utilitzada a la indústria del cinema, a la televisió, en escenaris de (música i teatre) i altres activitats de l'espectacle i de la diversió.
El color de la cinta adhesiva és sovint negre mat, i així es barreja amb el color negre tradicional de les superfícies de les escenes d'espectacle. S'utilitzen altres colors, com el vermell per prevenir o bé per marcar la posició dels actors o dels càmeras. Una cinta de color blanc servirà d'etiqueta als enginyers de so per escriure-hi el nom de senyals en una taula de mescla de sons.
La cinta és molt resistent als esquinços i a la tensió. Tanmateix, es desenganxa fàcilment de la mà, deixant molt pocs o gens de residus. El nom prové de manera versemblant de la paraula anglesa gaffer que designa el cap luminotècnic d'un equip de rodatge.